# شورلت کودیاک

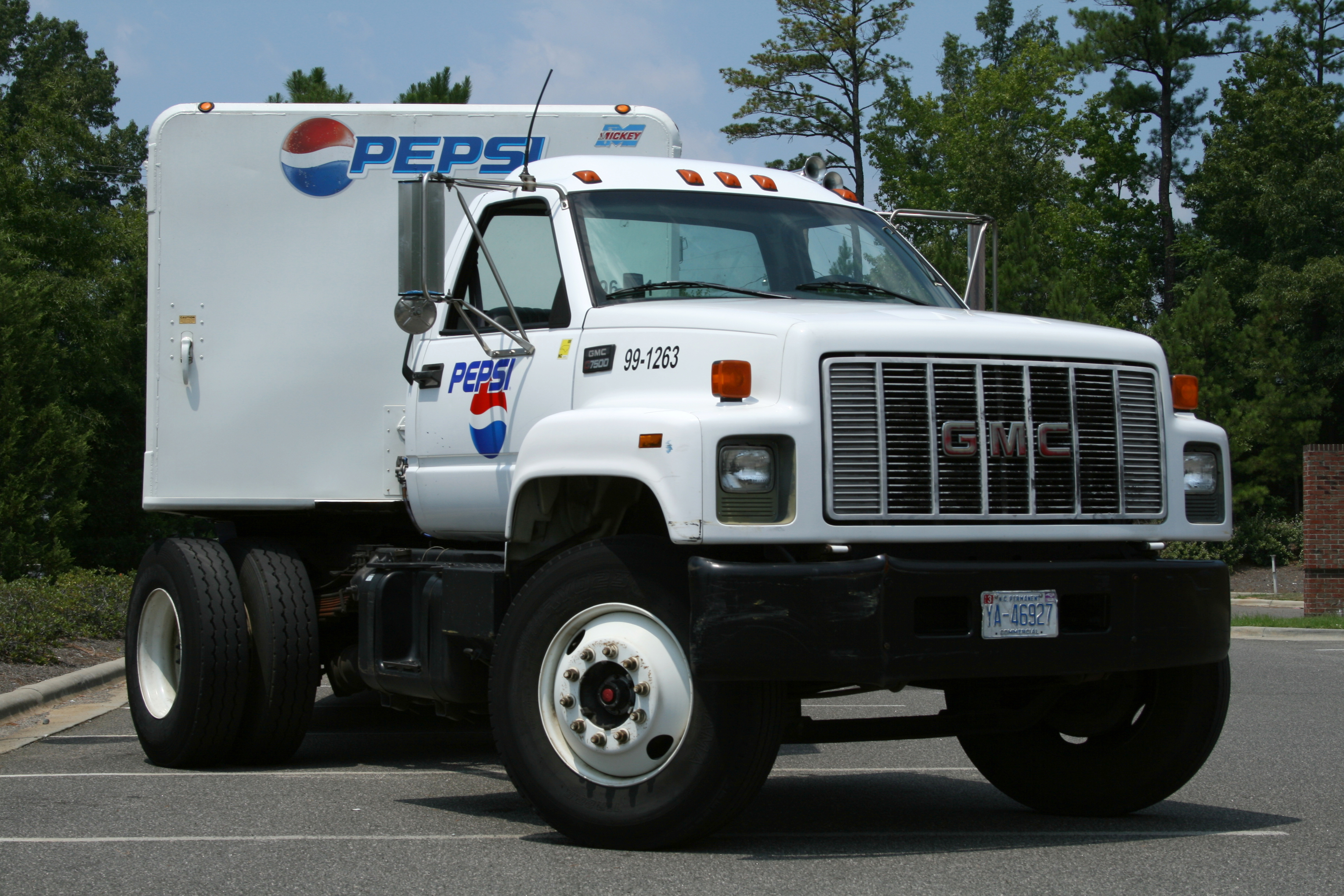

شورلت کودیاک (Chevrolet Kodiak) خودرویی است که در سال‌های ۱۹۸۰ تا ۲۰۰۹در مکزیک، بوگوتا، کلمبیا و ونزوئلا تولید شده‌است. طراحی آن موتور جلو، توزیع نیروی پیشران، خودرو چهار چرخ محرک بوده است.